# 呂克·阿揚
呂克·阿揚（英語：Luc Ayang，生於1947年）是喀麥隆政治家，曾經在1983年至1984年擔任喀麥隆總理。而在1984年以後，他則一直是擔任喀麥隆經濟和社會理事會主席。